# Mompha ignobilisella
Mompha ignobilisella é uma espécie de mariposa do gênero Mompha pertencente à família Coleophoridae.